# اسم دارج
الاسم الدارج (Trivial name)، في الكيمياء هو استخدام تسمية دارجة (عادةً للمركبات الكيميائية) والتي لا تكون وفق تسمية نظامية وفق قواعد تسمية الاتحاد الدولي للكيمياء البحتة والتطبيقية ولكنها تكون مستخدمة في النطاق العملي.
تصادف هذه الظاهرة بكثرة في المركبات العضوية، وبدرجة أقل في المركبات اللاعضوية.
حسب تعريف الاتحاد الدولي للكيمياء البحتة والتطبيقية هناك أيضاً اسم نصف نظامي أو اسم نصف دارج وهو الاسم الذي يدمج بين التسميتين بحيث يكون جزء من الاسم حسب التسمية النظامية والقسم الآخر حسب التسمية الدارجة.

## علوم أخرى
لا يقتصر مفهوم استخدام الاسم الدارج على الكيمياء فقط، إنما يشمل ذلك علوم أخرى مثل علم الأحياء والصيدلة وغيرها.

## اقرأ أيضاً
- الاتحاد الدولي للكيمياء البحتة والتطبيقية
- تسمية الاتحاد الدولي للكيمياء البحتة والتطبيقية